# Имре Маковец
Имре Маковец (мађ. Makovecz Imre; 20. новембар 1935, Будимпешта — 27. септембар 2011, Будимпешта) је мађарски архитекта. Његова активност је била најинтензивнија после револуције 1989. године. Постао је познат по својим оригиналним грађевинама и један је од оснивача органске архитектуре заједно са Френк Лојд Рајтом.

## Школе
- 1959 — Диплома, Будимпешта BME (Будимпештански технички универзитет)
- 1999 — титула ДЛА

## Занимање

### Државне пројектантске канцеларије
- 1959 — 1962. Бувати („Buváti“)
- 1962 — 1971. Севтерв („Szövterv“)
- 1971 — 1977. Вати („Váti“)
- 1977 — 1981. Пилишко државно шумско газдинство („Pilisi Álami Parkerdögazdaság“)

### Самостални атеље
- атеље 1981—1991. („ MAKONA kft.“)

## Избор дела
- 1963 — ресторан Берхида
- 1972 —1977.- дом културе Шарошпатак
- 1975 — кућа жалости Будимпешта
- 1980 — комплекс стамбених зграда Шарошпатак
- 1985 — фискултурна сала Вишеград
- 1990 — 1991. – реформистичка црква Темишвар
- 1990 — 1991. – мађарски павиљон светска изложба у Севиљи
- 1991 — 1995. – позориште Лендава
- 1994 — црква Дунајска Стреда
- 2004 —2005.- римокатоличка црква Будимпешта